# Kundalini

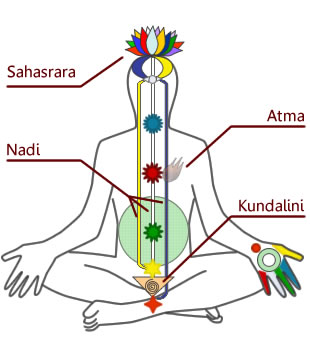
Sơ đồ các luân-xa và mạch (nadi) của kundalini

Kundalini (tiếng Phạn: कुण्डलिनी kuṇḍalinī phát âmⓘ, "rắn quấn"), ngoài ra còn gọi Hoả xà (chánh định), là một khái niệm trong đạo học Ấn Độ, chỉ đến một dạng năng lượng cơ bản (Shakti) được cho là chạy dọc theo cột sống. Thông thường Hoả xà tiềm ẩn(ngủ yên) ở vùng xương hình tam giác cuối cột sống (xương cụt) - vùng nằm giữa luân xa Gốc (Muladhara) và luân xa thứ hai (Swadistana). Khi được thức tỉnh, Hỏa Xà đi lên dọc theo Kênh Dẫn Chính giữa (Sushumna), khai mở các luân xa, đi dần lên não, hoạt hóa dần những phần não chưa hoạt động (chiếm 9 phần mười), khai mở luân xa Chỉ Huy (Agnya). Hành giả phát triển trí tuệ, nhiều năng lực mới và các thần thông được khai mở. Cùng với sự phát triển năng lượng Hỏa Xà, các cơ thể được thanh lọc, nghiệp, các phiền não giảm dần. Tâm thanh tịnh một cách tự nhiên. Khi tâm đã rất thanh tịnh, năng lượng hỏa xà cũng tinh vi hơn, mịn hơn. Dòng Hỏa xà ý thức (consciousness Kundalini) xuất hiện, không đi lên như kiến bò như trước mà vụt thẳng lên thành một dòng mạnh nhưng chất lượng rất tinh vi và min màng. Nếu may mắn, Hỏa xà ý thức đi lên tới luân xa Ngàn Cánh Hoa Sen (Sahasrara Chakra), khai mở luân xà này, hành giả có được siêu trí tuệ và đạt được Giác Ngộ (Samadhi, Enlightenment). Quy luật phát triển của tự nhiên chỉ có một, phương pháp tuy khác nhau, cả Yoga, Thiền, Đạo phật, Đạo Giáo và Khí công đều không thể bỏ qua sự trợ giúp của Hỏa xà để phát triển năng lực tâm linh ở mức độ cao, làm tĩnh tâm tự nhiên, đạt được giác ngộ và cao hơn là tạo ra Pháp Thân (Cơ thể tâm linh, Spiritual Body, Darmakaya). Các phương pháp tâm linh khác nhau đưa ra các phương pháp khác nhau để đánh thức nguồn năng lượng này nhằm đạt tới sự giác ngộ và có được các quyền năng siêu phàm.
Học giả Joseph Campbell mô tả quan niệm về kundalini là "hình dạng của một con rắn cái quấn tròn - một nữ thần rắn với các năng lượng tinh tế - được coi là đang ở trạng thái ngủ trong một trung tâm tinh tế, với trung tâm đầu tiên trong số bảy trung tâm (gọi là luân xa) nằm gần gốc của cột sống: mục đích của yoga là để làm thức tỉnh con rắn này, nâng đầu của nó lên, và đưa con rắn đến một trạng thái thần kinh tinh tế đưa trạng thái cột sống đến mức như thế- được gọi là "Hoa sen ngàn cánh" (Sahasrara) ở đỉnh đầu... Con rắn năng lượng này, chạy từ vị trí thấp nhất đến trung tâm hoa sen cao nhất sẽ đi qua và đánh thức năm trung tâm ở giữa chúng, và mỗi lần được đánh thức như vậy thì tâm lý học và tính cách của người thực hành kundalini sẽ hoàn toàn thay đổi về cơ bản."
Thức tỉnh kundalini được coi là đạt được trong quá trình thiền định sâu, và do đó dẫn đến giác ngộ và hạnh phúc. Tuy nhiên, vì mỗi cá nhân là duy nhất, việc thức tỉnh kundalini có thể xảy ra thông qua nhiều phương pháp khác nhau không bó buộc chỉ với cách thiền định sâu. Sự thức tỉnh này bao gồm việc đẩy kundalini di chuyển lên các trung tâm cao hơn để đạt tới chakra Sahasrara ở đỉnh đầu. Nhiều hệ thống tập yoga tập trung vào việc đánh thức kundalini thông qua hành thiền, thở pranayama, luyện tập các tư thế thiền và niệm các chân ngôn. Về mặt thể chất, kinh nghiệm về kundalini thường được báo cáo là cảm giác như có điện chạy dọc theo cột sống.

## Mô tả

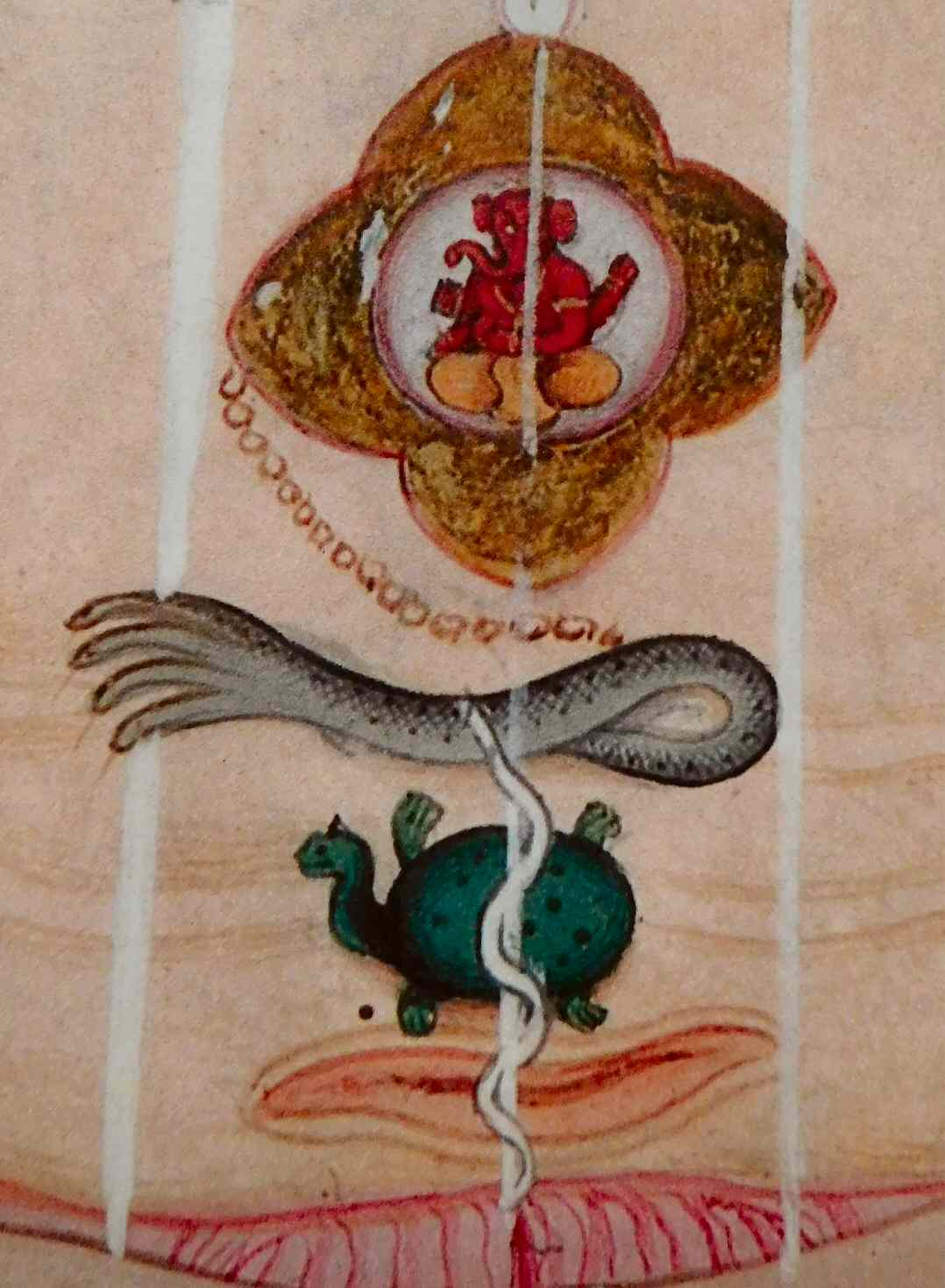
Chi tiết bản thảo bức tranh vẽ một thiền sinh đang thiền định, cho thấy rắn Kundalini cuộn trong bụng xung quanh Sushumna Nadi bên dưới các luân-xa

Theo William F. Williams, Kundalini là một loại trải nghiệm tôn giáo trong truyền thống Hindu, trong đó nó được coi là một loại "năng lượng vũ trụ" tích tụ ở đáy cột sống.
Có nhiều thông tin về Hoả xà và một số không thống nhất với nhau.Chưa bao giờ chúng ta được sống trong một ế. Trong lĩnh vực tâm linh và tôn giáo cũng như vậy. Những điều rất bí mật như Kundalini, đã không còn là bí mật, và nay đã được phổ biến rộng rãi. Khi được đánh thức, Kundalini được mô tả là đi lên từ luân xa muladhara, thông qua nadi trung tâm (gọi là sushumna) bên trong hoặc dọc theo cột sống đến đỉnh đầu. Sự đi lên của Kundalini thông qua các luân xa khác nhau được cho là sẽ đạt được các cấp độ thức tỉnh khác nhau và trải nghiệm thần bí, cho đến khi Kundalini cuối cùng đạt đến đỉnh đầu, Sahasrara hay luân xa đỉnh chóp, tạo ra một sự chuyển đổi ý thức cực kỳ sâu sắc. :5–6
Swami Sivananda Saraswati của Hiệp hội Sự sống Thần thánh đã tuyên bố trong cuốn sách Kundalini Yoga rằng "Những cái nhìn sâu sắc xuất hiện trước con mắt tinh thần của những người khát khao tìm kiếm, những thế giới mới với những điều kỳ diệu và quyến rũ không thể diễn tả được mở ra trước mặt yogi, hết tầng này tới tầng khác tiết lộ sự tồn tại và sự hùng vĩ của chúng đối với thiền nhân và yogi nhận được tri thức tâm linh, sức mạnh và hạnh phúc, theo mức độ ngày càng tăng, khi Kundalini đi qua chakra này đến chakra khác, khiến chúng nở rộ trong vinh quang... " 
Các báo cáo về kỹ thuật Sahaja Yoga của trạng thái thức tỉnh Kundalini rằng việc tập luyện có thể mang lại cảm giác tê mát nhẹ trên các đầu ngón tay cũng như vùng xương đỉnh đầu.

## Kinh nghiệm về kundalini

### Kích hoạt trải nghiệm Kundalini
Các thiền nhân như Muktananda cho rằng Kundalini có thể được đánh thức bằng shaktipat (sự truyền tâm linh từ một Guru hoặc thầy), hoặc bằng các thực hành tâm linh như yoga hoặc thiền định.
Thay vào đó, tiếp cận thụ động là một con đường buông xuôi, nơi người ta buông bỏ mọi cản trở để thức tỉnh hơn là cố gắng chủ động đánh thức Kundalini. Một phần chính của phương pháp thụ động là shaktipat trong đó Kundalini của một cá nhân được đánh thức bởi một người khác đã có kinh nghiệm. Shaktipat chỉ nâng Kundalini lên một cách tạm thời nhưng cho học viên một kinh nghiệm để lấy đó làm cơ sở.
Học giả về tôn giáo so sánh người Mỹ Joseph Campbell mô tả khái niệm Kundalini là "hình dáng của một con rắn cái đang cuộn tròn — một nữ thần rắn không mang tính chất" thô thiển "mà là" tinh tế "- được cho là đang cư trú trong một trạng thái ngủ gật. ở trung tâm vi tế, trung tâm đầu tiên trong số bảy trung tâm, gần gốc cột sống: mục đích của yoga sau đó là đánh thức con rắn này, nâng đầu con rắn lên, và đưa nó lên một đỉnh thần kinh hoặc kênh của cột sống. gọi là "hoa sen nghìn cánh" (Sahasrara) ở xương chỏm đầu... Con rắn đi lên từ tâm đài sen thấp nhất đến đỉnh cao nhất, sẽ đi qua và đánh thức năm chakra ở giữa, và với mỗi lần đánh thức như vậy, tâm lý và nhân cách của người đó sẽ được biến đổi hoàn toàn và mang tính căn bản."

#### Hatha yoga

Mô hình Hatha Yoga sau này của Kundalini, như được mô tả trong Hatha Yoga Pradipika và các kinh sách khác

Theo Goraksasataka, hay "Trăm câu Goraksa", các thực hành yoga hatha như mudras mula bandha, uddiyana bandha, jalandhara bandha, và thực hành pranayama kumbhaka có thể đánh thức Kundalini.  Một văn bản yoga hatha khác, Khecarīvidyā, nói rằng khechari mudra cho phép người ta đánh thức Kundalini và tiếp cận các kho dự trữ amrita trong đầu, sau đó đưa nó tràn ngập cơ thể.

#### Shaktipat
Vị thầy tâm linh Meher Baba nhấn mạnh sự cần thiết của một bậc thầy khi tích cực cố gắng đánh thức Kundalini:
Kundalini là một sức mạnh tiềm ẩn trong cơ thể cao hơn. Khi được đánh thức, nó xuyên qua sáu luân xa hoặc các trung tâm chức năng và kích hoạt chúng. Nếu không có một bậc thầy, sự thức tỉnh của kundalini không thể đưa bất cứ ai đi rất xa trên Con đường; và sự thức tỉnh sớm hoặc bừa bãi như vậy chứa đầy nguy cơ tự lừa dối bản thân cũng như việc lạm dụng quyền hạn. Kundalini cho phép con người vượt qua các mặt phẳng thấp hơn một cách có ý thức và cuối cùng nó hợp nhất vào sức mạnh vũ trụ chung mà nó là một phần, và đôi khi nó cũng được mô tả là kundalini... Điểm quan trọng là kundalini đã thức tỉnh chỉ hữu ích ở một mức độ nhất định, sau đó nó không thể đảm bảo sẽ đi tiếp hơn nữa. Nó không thể đi lên chỉ với sự hiện diện của một bậc thầy hoàn hảo.

### Thức tỉnh kundalini
Trải nghiệm thức tỉnh Kundalini có thể xảy ra khi một người được chuẩn bị sẵn hoặc khi không chuẩn bị.
Theo truyền thống Ấn Độ giáo, để có thể tích hợp năng lượng tâm linh này, thường cần phải có một thời gian thanh lọc cẩn thận và tăng cường cơ thể và hệ thần kinh trước đó. Yoga và Tantra đề xuất rằng Kundalini có thể được một guru (bậc thầy) đánh thức, nhưng cơ thể và tinh thần phải được chuẩn bị bởi các thanh tịnh yoga, chẳng hạn như pranayama, hoặc kiểm soát hơi thở, các bài tập thể chất, quán tưởng và tụng kinh. Môn đồ được khuyên nên đi theo con đường này với một tâm thế cởi mở.
Theo truyền thống, mọi người đến thăm các đạo tràng ở Ấn Độ để đánh thức năng lượng kundalini tiềm ẩn của họ bằng cách thường xuyên thiền định, tụng các câu thần chú, nghiên cứu tâm linh và thực hành asana thể chất như kundalini yoga.
trong nhiều trường hợp nó tiềm ẩn
I.Các phương pháp kích hoạt hỏa xà.
Các yogi và yogini sống bên một đống các kỹ thuật tuyệt hảo của Yoga nhưng hầu như chưa biết phát huy để làm tĩnh tâm, tăng cường năng lượng, thức tỉnh nguồn năng lượng tinh khiết vốn có trong mỗi con người để quay về với bản gốc của chính mình. Các phật tử, kể cả các hòa thượng thì hay sợ ngoại Đạo. Tuy vậy ngay cả Yoga Tây tạng cũng dựa trên những nền tảng cơ bản của Yoga và phần áp đảo thuộc loại Yoga Mật (Tantra Yoga). Cái cốt lõi của Yoga Mật và Yoga Tây tạng là thức tỉnh và phát triển Hỏa xà. 
1.Kỹ thuật thở (Pranayama).
Kỹ thuật thở vừa tăng cường năng lượng cơ thể vừa làm tĩnh tâm, là phương pháp hiệu dụng và khá nhanh chóng để thức tỉnh Hỏa xà. Năng lượng cơ thể ngày một mạnh, tự động khai mở các luân xa, Kênh chính (Sushumna, kênh đi qua Tủy sống) và các kênh dẫn năng lượng (nadi) khác. Năng lượng đi xuống luân xa Gốc (Muladhara) và thức tỉnh Hỏa xà. Kỹ thuật thở của Yoga Hỏa xà được Yogi Bhajan trình bày rất chi tiết trong tài liệu phía dưới. Người ta cho rằng ở trên độ cao (lực trong trường thấp), người tập luyên ăn ít và ăn chay thì kỹ thuật thở có thể nhanh chóng thức tỉnh Hỏa xà. Cần lưu lý là cần hướng năng lượng đi dọc theo tủy sống đi lên nhờ sự trợ giúp của các Khóa (Bandha).
Kundalini Research Institute, Hari Jot Kaur, Yogi Bhajan - Praana Praanee Praanayam Exploring the Breath Technology of Kundalini Yoga As Taught By Yogi Bhajan 2006
2.Sử dụng Đại Khóa (Maha Bandha).
Đại Khóa được thực hiên liên tục phối hợp hài hòa với chu kỳ thở bao gồm hít vào, ngưng thở và thở ra. Ba loại năng lượng Maha (ở vùng ngực, Quân hỏa), Apana (vùng xương chậu, Dân hỏa) và Samana (vùng rốn, Thần hỏa) hòa trộn với nhau nhờ Khóa Bụng (Uddiyana, một thành phần của Đại Khóa); kết quả là năng lượng Hỏa xà sinh ra và nhờ lực ép của Khóa Bụng dễ dàng đi lên dọc theo kênh Chính. Ba thành phần năng lượng kể trên trong pháp luyện nội đan của khí công được gọi là Tam muội hỏa. Thực hành nên tiến hành vào giờ Tý (23h-1h), lúc chân dương sinh ra nhiều nhất. Người viết đã dùng pháp này để thức tỉnh Hỏa xà, cách đây rất lâu rồi. Kết quả rất tốt, khoảng 1 tháng Hỏa xà đã lên rất mạnh. Một thời gian sau, khi nhắm mắt, thấy rất rõ một mặt trăng xuất hiện ở phía trước Ấn đường. Theo thời gian, mặt trăng này ngày một sáng. Khoảng hơn một năm sau khi ngồi thiền, mắt nhắm, sàn nhà thấy rất rõ.
3.Pháp thức tỉnh hỏa xà của Yoga Tây Tạng.
Trong Yoga Tây Tạng và trong hầu hết các dòng Mật tông, việc thức tỉnh Hỏa xà là điều kiện tiên quyết để đưa người tập luyện lên trình độ cao, tạo ra cơ thể tịnh quang ảo và Pháp thân. Từ Hỏa xà được thay bằng Nhiệt tâm linh (Dumo). Do tầm quan trọng và sự ứng dụng phổ biến của pháp kích thích Nhiệt tâm linh trong Yoga Tây Tạng và nhiều dòng của Mật tông pháp này cần có một sự chú ý thích đáng.
Hệ thống luân xa trong Yoga Tây Tạng. 
Trong Yoga Tây Tạng người ta chú ý tới 5 luân xa.
a.Luân xa Đại lạc, ở đỉnh đầu, có 32 kênh dẫn nhỏ hướng xuống dưới (tương ứng với 32 cánh hoa sen). Luân xa này chính là luân xa Ngàn cánh hoa sen (Sahasrara Chakra).
b.Luân xa Hưởng thụ, ở cổ họng, có 16 kênh dẫn nhỏ hướng lên trên.
c.Luân xa Pháp, ở tim, có 8 kênh dẫn nhỏ hướng xuống dưới.
d.Luân xa Phát sinh, ở bụng, có 64 kênh dẫn nhỏ hướng lên trên.
e.Luân xa Mật (luân xa hỗ trợ), ở vị trí của luân xa Gốc (Muladhara Chakra), có 32 kênh dẫn nhỏ hướng lên trên. Đối với nam luân xa Mật bao gồm thêm cả luân xa ở đầu dương vật, có 8 kênh dẫn nhỏ (hoa sen).
Quán tưởng và kích thích Nhiệt tâm linh.
Người tập luyện tự quán mình như là Nữ thần Yoga kim cương (Vajra Yogini), thân hoàn toàn rỗng. Chạy dọc giữa thân là kênh Trung tâm (Trung mạch) nhỏ như cây sậy và có 4 đặc tính: thẳng đứng, trong suốt phát sáng, màu đỏ và trống rỗng. Kênh này kéo dài từ luân xa ở đỉnh đầu (luân xa Đại lạc) tới quá rốn 4 tấc. Hai bên kênh Trung tâm có kênh Mặt trơi (Pingala) ở bên phải và kênh Mặt trăng (Ida) ở bên trái. Hai kênh phụ này, được quán giống như ruột của một con cừu gầy, đi lên não; kênh Mặt trăng kết nối với lỗ mũi trái còn kênh Mặt trời kết nối với lỗ mũi phải. Ở đoạn dưới cùng, hai kênh phụ vòng nối với kênh Trung tâm. Chính ở chỗ kết nối này, đang lơ lửng một móc câu (nửa chữ A Tây tạng) mảnh như sợi tóc, cao nửa tấc, màu nâu đỏ, đang cháy sáng và phát ra âm thanh "phèng phèng" như tiếng dây đàn rung trong gió. Ở luân xa Đại lạc trên đỉnh đầu, cần quán chữ HAM Tây tạng có màu trắng và đang nhỏ giọt nước Cam lồ. (Chữ HAM là kết quả phiên âm đại từ nhân xưng Tôi của tiếng Tây tạng, nhưng đọc là HUM). Nếu gặp khó khăn trong việc quán chữ HAM Tây tạng, người tập luyện có thể dùng chữ HUM (âm đọc của HAM) ở dạng chữ la tinh. Ba chữ cái M, U, H xếp nằm ngang và được quán từ dưới quán lên theo chiều thẳng đứng. Trên chữ H nằm ngang là hình mặt trăng và trên mặt trăng là vòng tròn. Mặt trăng và vòng tròn thuộc chữ HAM Tây tạng (xem ở phần hình ảnh) 
Người tập luyện hít thở sâu và đều. Khi hít vào, sinh lực (năng lượng sống) đi vào 2 kênh phụ, làm chúng giãn ra, tiếp tục đi vào kênh Trung tâm, đập vào móc câu (nửa chữ A). Móc câu đỏ rức lên và phát ra ngọn lửa cao bằng nửa tấc. Sau mỗi hơi thở, ngọn lửa càng mạnh thêm và càng phóng mạnh lên cao. Sau khoảng hơn 50 hơi thở, ngọn lửa đạt tới chữ HUM ở luân xa Đại lạc. Ngọn lửa nhiệt tâm linh này đốt cháy dần dần từng thành phần của chữ HUM. Chữ HUM tan chảy dần thành tinh chất mặt trăng, nước Cam lồ (là Chân thủy trong pháp luyện Nội đan của Đạo Giáo). Từng giọt nước tan ra từ chữ HUM, tích tụ, nặng dần rồi rơi xuống, đi dọc theo kênh Trung tâm, rơi vào móc câu đang bốc cháy, làm cho ngọn lửa bùng cháy mạnh mẽ, phóng lên cao càng mạnh, đi lên thiêu đốt chữ HUM đang tan. Cứ hít thở, tập trung quán và quan sát như thế, khoảng 10 hơi thở thì toàn bộ chữ HUM tan hết, nước Cam lồ lấp đầy luân xa Đại lạc. Tiếp tục hít thở, nước cam lồ đi xuống dần dần theo kênh Trung tâm, qua từng luân xa, tác động khai mở từng luân xa. Người tập luyện đạt được các mức an lạc khác nhau; nước cam lồ càng xuống luân xa thấp hơn, an lạc càng lớn và mạnh mẽ hơn. Hành giả có thể tham khảo chi tiết hơn pháp kích thích nhiệt tâm linh này trong các tài liệu 1,2
1 Yoga Tây Tạng Latma Kazi Dawa Samdup. Ấn hành. W.Y.E. Wentz. Người dịch Huỳnh Ngọc Hương. Tôn Giáo 2007.
2 W. Y. Evans-Wentz, R. R. Marett, Chen-Chi Chang. Tibetan Yoga and Secret Doctrines: Or, Seven Books of Wisdom of the Great Path, according to the late Lama Kazi Dawa-Samdup's English rendering. Galaxy Books 1967
4.Yoga Mật (Yoga Tantra).
Từ Tantra trong tiếng Phạn có nghĩa là kết nối. Yoga Mật kết hợp nhiều thực hành yoga, các loại hình và giáo lý tâm linh khác để đạt được mục đích cuối cùng của Yoga là Giác ngộ (Samadhi) hay sự hợp nhất với vũ trụ. Nó bao hàm các thế, kỹ thuật thở, ấn pháp, các chú và Đồ hình (Yantra). Các nghi thức của Yoga Mật khuyến khích người tập luyện tạo ra và phát triển năng lượng Hỏa xà để nó có thể đi lên tới luân xa Ngàn cánh hoa sen (Sahasra Chakra). Phương pháp thức tỉnh Hỏa xà của Yoga Mật khá phổ biến và là phương pháp nhẹ nhàng. Các hành giả có thể tham khảo ở các tài liệu phia dưới.1,2
Trong Yoga Mật (Yoga Tantra), Hỏa xà được xác định là năng lượng của nữ thần Shakti, đi lên gặp nam thần Shiva đại diện cho năng lượng của nhận thức còn tiềm ẩn. Sự kết hợp của hai loại năng lượng nữ tính và nam tinh này giúp người tập luyện kết nối với vũ trụ và đạt được Giác ngộ. Ngoài sự tu tập riêng của từng người, việc kết hợp cùng tu luyện của nam và nữ có ý nghĩa nhất đinh. Thời xưa điều này khá phổ biến. Điều quan trọng là cả nam và nữ cần phải hướng năng lượng sinh ra ở vùng chậu cho đi lên cao dọc theo tủy sống, tạo ra sự bùng nổ năng lượng, giúp khai mở các luân xa, các kênh dẫn năng lượng và đồng thời tạo ra sự an lạc và sung sướng. Trong Mật tông, việc cùng với Minh Phi (Minh Quân) tu tập được giới hạn trong giai đoạn Thành tựu (Yoga tối thượng). Sự kết hợp đồng tu này lại cho hiệu quả nhanh hơn nhiều so với ngồi thiền đơn độc về tính không3
1Georg Feuerstein - Tantra_ Path of Ecstasy (1998, Shambhala).
2Julius Evola - The Yoga of Power_ Tantra, Shakti, and the Secret Way (1992, Inner Traditions)
3Biển phương tiện và trí tuệ bất khả phân. http://www.tuvienquangduc.com.au/mattong/01phuongtien-pl.htm%5B%5D
5. Yoga Mật chú chữa bệnh.
Để thức tỉnh Hỏa xà và tăng cường sức mạnh của nó, Yoga mật chú chữa bệnh có các chú sử dụng ánh sáng Phật quang hoặc siêu quang (paralight). Các chú này hoàn toàn mới, lần đầu tiên có ở Yoga Mật chú chữa bệnh. Tuy mới còn non trẻ, cho tới nay Yoga Mật chú chữa bệnh đã có 3 yogi có năng lượng Hỏa xà và trong số đó 2 yogi Hỏa xà đã đạt tới luân xa Ngàn cánh Hoa sen.
6. Yoga Vua (Raja Yoga).
Sử dụng Yoga Vua (Yoga tám bậc) để thức tỉnh Hỏa xà cũng là phương pháp khá nhẹ nhàng nhưng đòi hỏi sự kiên trì trong việc kiểm soát tâm. Phương pháp cũng khá hiệu quả, tuy vậy có khó khăn đối với với những hành giả sôi nổi, ưa hoạt động.
Swami Vivekananda - Raja-Yoga (2003, Celephaïs Press)
Vivekananda Swami. - Raja-Yoga or Conquering the Internal Nature. 1998.
7. Yoga Hành động (Kriya Yoga).
Yoga Hành động có nghĩa là 'Yoga thực hành, vận động của hành động", có tiêu chí ' đừng lo lắng về tâm trí'. Loại Yoga này rất thích hợp cho những hành giả ưa hoạt động và nói chũng là thích hợp cho tất cả mọi người. Việc sử dụng chu thiên, kết vợp kỹ thuật thở, Ấn pháp (Mudra), Khóa (Bandha) và cả Chú (Mantra) làm cho Yoga Hành động rất hiệu quả đối với việc thức tỉnh Hỏa xà. Các hành giả quan tâm có thể tham khảo tài liệu dưới dây1,2,3,4,5
1Swami Satyananda Saraswati - Kundalini Tantra (2001, Yoga Publications Trust).
2 Sunyata Saraswati - Jewel in the lotus. the Tantric path to higher consciousness _ A complete and systematic course in The 
Tantric Kriya yoga (1996, Tantrika International_ Sunsta.
3 Santata Gamana. Secret Power Of Kriya Yoga: Revealing the Fastest Path to Enlightenment. How Fusing Bhakti Yoga & Jnana Yoga into Kriya Yoga will Unleash the most Powerful Yoga Ever (Real Yoga Book 2) Kindle Edition.
4 SantataGamana - Turiya - The God State_ Beyond Kundalini, Kriya Yoga & all Spirituality (Real Yoga Book 5)-Real Yoga (2018)
5 Свами Сатьянанда Сарасвати. - Крия Йога
8. Sự khai mở của Sư phụ.
Cách đây khoảng hơn 20 năm người viết đã thức tỉnh hỏa xà cho một chi bằng cách dùng bàn tay chiếu ánh sáng vào luân xa Gốc (Muladhra Chakra). Bây giờ việc khai mở các luân xa, các kênh dẫn năng lượng, kích thích Hỏa xà cho học viên được thực hiên nhờ các chú mang tinh chất của Pháp thân.
II Ổn định sự hoạt động của kênh mặt trăng (Ida) và kênh Mặt trời (Pingala), thức tỉnh các luân xa và kênh Chính (Sushumna).
Đây là những vấn đề thiết yếu trước khi thức tỉnh Hỏa xà.
a.Ổn định sự hoạt động của kênh mặt trăng và kênh mặt trời.
Hai kênh này hoạt động luân phiên theo một chu kỳ tự nhiên. Sự phá vỡ hoạt động bình thường của hai kênh này làm cho một kênh hoạt động nhiều hơn kênh kia, gây rối loạn cho hoạt động tâm trí và vật chất. Do vậy cần duy trì hoạt động hài hòa của hai kênh này. Các kỹ thuật thở và Yoga Vua giúp làm sạch các kênh dẫn, ổn đinh hoạt động của chúng. Tốt nhất là dùng pháp thở làm sạch các kênh dẫn (Nadi Shodhan).
b. Thức tỉnh các luân xa.
Việc dùng kỹ thuật thở và các Chú giúp khai mở, làm sạch và thức tỉnh các luân xa. Trong vấn đề này, Yoga Chuyển đổi (Transformational Yoga) của Sư phụ Swami Vidyanand là rất thích hợp và hiệu quả. Các học viên yoga Mật chú chữa bệnh có nhiều thuân lợi là được khai mở ngay tất cả các luân xa, kênh Chính (Sushumna) và tăng thêm tức thì nhiều năng lượng.
c. Thức tỉnh kênh Chính (Sushumna).
Để khai mở và thức tỉnh kênh chính, có thể sử dụng Hatha Yoga, kỹ thuật thở và Yoga Hoạt động (Kriya Yoga). Trong các phương pháp này, Kriya Yoga, kết hợp thở theo chu thiên với ấn pháp và chú, là hiệu quả nhất (xem I.7, tài liệu 1). Trong Yoga Mật chú chữa bệnh, kênh Chính và chu thiên được khai mở rất hiệu quả bằng các chú.
III. Cảm giác khi Hỏa xà thức tỉnh.
Các cảm giác khi Hỏa xà thức tỉnh khá phong phú và tùy thuộc vào cách thức tỉnh nó và mức độ chuẩn bị trước cho việc thức tỉnh này. Một số cảm giác được liệt kê dưới đây.
-Dòng năng lượng nóng (lạnh) từ từ đi lên dọc theo kênh Chính (tủy sống) như kiến bò, có thể kèm theo sự xoáy, dao động, phát sáng và âm thanh.
- Cảm nhận rõ dàng dòng năng lượng liên tục, từ hai bàn chân, đi lên dọc theo cột sống.
- Toàn cơ thể tràn ngập sự thích thú sung sướng và an lạc. Thức tỉnh được Hỏa xà là hạnh phúc lớn nhất trong đời người. Người ta nói rằng đây là một vị Thánh vị Chúa mới được sinh ra.
IV. Một số quy luật chinh phục Hỏa xà.
1.Làm sạch cơ thể, khai mở tốt các luân xa và các kênh dẫn năng lượng. Việc khai mở các luân xa đi đôi với khai mở kênh Chính và tiến hành từ trên xuống dưới. Các học viên của Yoga mật chú chữa bệnh được khai mở tức thì tất cả các luân xa, kênh Chính (Sushumna) và Trung mạch. Tuy vậy đây không phải là chỉ dẫn chung cho tất cả các môn phái.
2. Cần chú ý đặc biệt vào việc khai mở luân xa Làm sạch. Lên tới luân xa này tất cả các thành phần thô, bẩn của dòng năng lượng phải được nhanh chóng thanh lọc để đảm bảo dòng năng lượng tinh khiết đi lên não.
3. Tâm giữ thanh tịnh bằng các kỹ thuật của Yoga, thiền hoặc kỹ thuật khác của môn phái.
4. Ăn chay và nhẹ nhàng. Tránh ăn các chất gây nóng như mít, ớt, gừng.
5. Thức tỉnh và phát triển Hỏa xà nhẹ nhàng từ từ và không tách rời quá trình thanh lọc cơ thể.
6. Cần nhớ là phải để cho toàn bộ cơ thể và các tế bào của nó theo kịp mức phát triển năng lượng Hỏa xà.
7. Tâm tịnh thì hỏa xà mới đi lên và lớn mạnh dần.
8. Đường đi của Hỏa xà là kênh Chính không phải Trung mạch. Trung mạch được sử dụng khi thức tỉnh Hỏa xà và khai mở luân xa. Tuy vậy nếu quá mạnh Hỏa xà có thể đi cả sang kênh Chính.
9. Dọc theo kênh Chính có 3 nút thắt chặn Hỏa xà cần được phá vỡ dần. Nút thứ nhất là Brahma ở luân xa Gốc (Muladhara), nút thứ hai Vishnu ở luân xa Âm không do va đập (Anahata), nút thứ ba Rudra ở luân xa Chỉ huy. Khi cần thiết, các nút thắt này ở các đệ tử của Yoga Mật chú chữa bệnh được phá vỡ ngay tức thì.
10. Sau khi Hỏa xà đi lên đến luân xa Chỉ Huy (vị trí Hạch tùng), có một sự thay đổi lớn về năng lượng và tâm trí. Các Yogi, Yogini đi được đến đây cũng không dễ dàng và đã là một sự rất may mắn. Hành giả có thể có được các thần thông như thấu thị, thấu thính v.v.... Trong Yoga và Đạo Phật hành giả được khuyên không đi sâu và bám chấp vào các thần thông này để tránh sự cản trở cho việc tiếp tục đi đến Giác Ngộ.
11. Từ luân xa Chỉ huy tới luân xa Ngàn cánh hoa sen là dòng Hỏa xà ý thức (Consciousness Kundalini) rất tinh mịn. Dòng hỏa xà ý thức không bò lên từ từ như dòng Hỏa xà bình thường mà phóng thẳng từ luân xa Gốc lên. Tâm cần tịnh hóa cao và còn phụ thuộc vào nghiệp cũng như sự may mắn của từng hành giả thì Hỏa xà ý thức mới đi lên và đạt tới luân xa Ngàn cánh hoa sen. Hành giả cần thiền nhiều, liên tục và khá lâu. Thời gian phần lớn tính bằng tháng, năm. Trong trường hợp này cần kiên trì, không nóng vội. Đến khí Hỏa xà ý thức đi lên tới luân xa Ngàn cánh Hoa sen hành giả vẫn cần thiền cho tới thời điểm đạt được Giác ngộ cao (Nirvikalpa Samadhi hoặc Sahaja Samadhi). Từ Nirvikalpa có nghĩa không còn tâm trí. Còn Sahaja có nghĩa là tự nhiên, hỏa xà phun lên tự nhiên và rất êm ái tuyệt vời. Trong trường hợp Sahaja Samadhi hành giả ra vào định một cách tự nhiên bất cứ lúc nào ở bất kỳ trạng thái ngồi, đứng, nằm. Trong cả hai Samadhi này, hình dạng biến mất, hành giả chứng được tính chân không (Sunyata). Bốn trường hợp hữu ích sau cần được chú ý.
a. Nirvikalpa Samadhi. Hành giả không còn phân biệt nam nữ thậm chí không còn biết mình là ai (bản ngã đã mất hoàn toàn). Phải mất một thời gian, dần dần ý thức bình thường sẽ trở lại và hành giả vẫn giữ được những năng lực tâm linh đã đạt được.
b. Sahaja Samadhi. Đây là Samadhi tự nhiên, tuyệt vời nhất. Hành giả tiếp tục thiền để tăng cường tính chân không, phát triển trí tuệ và hình thành Pháp Thân. Nếu hành giả dùng cái nhìn thấu suốt, trí tuệ của Phật để tiếp tục thiền và quán tính không thì có thể trở thành Bồ Tát hoặc Phật.
c. Hành giải là các phật tử đều phái dùng năng lượng Hỏa xà (Nhiệt tâm linh) khai mở luân xa Ngàn cánh hoa sen (luân xa Đại lạc theo cách gọi của Yoga Tây tạng) thì mới có được trí tuệ của Phật, trí tuệ Toàn giác và Pháp Thân.
d. Các hành giả Khí công luyện đan, ở giai đoạn luyện hư nhập Đạo cũng phải dùng Hỏa xà để khai mở luân xa Ngàn cánh hoa sen. Chính mức độ hư tĩnh và sức mạnh của Hỏa xà quyết định sự phát triển trí tuệ của các hành giả này.

## Các kiến giải tôn giáo
Kundalini được coi là xuất hiện trong luân xa và nadis của cơ thể vi tế. Mỗi luân xa được cho là chứa những đặc điểm đặc biệt  và với sự huấn luyện thích hợp, việc di chuyển Kundalini qua các luân xa này có thể giúp thể hiện hoặc mở ra những đặc tính này.
Kundalini được mô tả như một lực tiềm tàng đang ngủ, tiềm ẩn trong cơ thể người.  Nó là một trong những thành phần của mô tả bí truyền về "cơ thể vi tế", bao gồm nadis (kênh năng lượng), luân xa (trung tâm tâm linh), prana (năng lượng vi tế) và bindu (giọt tinh chất).

## Các kiến giải y học
Theo Carl Jung, "... khái niệm Kundalini chỉ giúp chúng ta có một việc duy nhất, là để mô tả trải nghiệm của chúng ta với vô thức..." Jung sử dụng hệ thống kundalini một cách tượng trưng như một phương tiện để hiểu được khả năng chuyển động linh hoạt giữa các quá trình có ý thức và sự bất tỉnh. Ông cảnh báo rằng tất cả các hình thức yoga, khi được người phương Tây sử dụng, có thể thành những nỗ lực để thống trị cơ thể và vô thức thông qua ý tưởng muốn đi lên các luân xa cao hơn.